# Ochrana přírody (časopis)
Ochrana přírody (The Nature Conservation Journal) je časopis státní ochrany přírody vycházející od roku 1946. V roce 2010 vychází 65. ročník. Tištěno celobarevně na křídovém papíře o 38 stranách + občasná kulérová příloha. Vydavatelem je Agentura ochrany přírody a krajiny ČR ve spolupráci se Správou jeskyní České republiky.